# Feminisme als Països Catalans
El feminisme als Països Catalans és el conjunt d'accions i idees feministes desenvolupades o vinculades als Països Catalans.

## Introducció

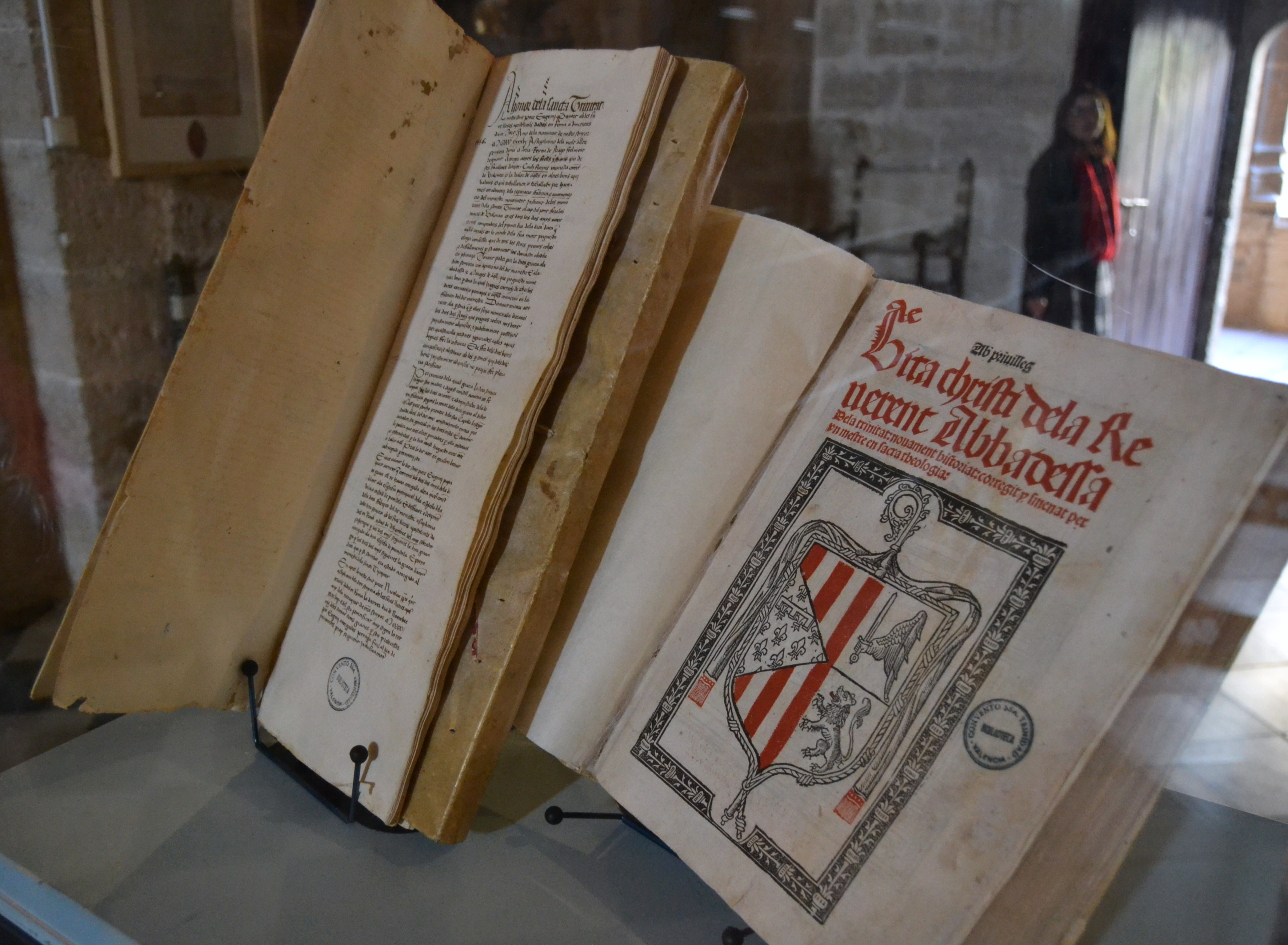
Vita Christi al monestir de la Trinitat a València.

A finals del segle xv, sor Isabel de Villena, abadessa del convent de la Trinitat de València, va escriure el Vita Christi. Aquesta obra, un text amb un lèxic d'uns cinc mil lemes o vocables, narra la vida de Crist a partir de les dones que compartien amb ell la seva vida. Va ser editada també per una dona, l'abadessa Aldonça de Montsoriu, i és considerada la primera obra literària protofeminista en català.
Al segle XVI destacà l'escriptora valenciana Jerònima Galés, impressora i cap del taller més important de la seva època.

## Història i evolució
Les característiques del desenvolupament polític espanyol durant la Restauració borbònica no foren propícies per l'emergència d'un feminisme liberal de signe polític, orientat cap a la consecució del sufragi i dels drets polítics individuals, com havia succeït a països com la Gran Bretanya.

### Seglexix[4]
Els primers brots del pensament feminista als Països Catalans els trobem a la fi del segle xix, en els articles que publicaven diverses escriptores a la revista La luz del porvenir. Revista popular de Estudios psicológicos y Ciència afines, fundada a Barcelona per Amalia Domingo i editada del 1878 al 1899. Destaquen també en aquest feminisme republicá radical (d'arrel) i laic: l'espiritista Amália Domingo Soler, l'anarquista Teresa Claramunt i la republicana, maçona i lliure pensadora Ángeles López de Ayala.
Al fi del segle van sorgir diferents associacions com: 
- Sociedad Autónoma de Mujeres de Barcelona (1892-1898)
- Asociación General Femenina de València (1897-1914?)
- Sociedad Progresiva Femenina de Barcelona(1898- 1926)
- La Conciencia Libre (Barcelona, València: 1896-1907)
- El Progreso (1891, 1896-1901)
- Associació de Dones Lliurepensadores de Maó (1899-?)

### Segle XX[4]
El feminisme català a principis del segle xx, era cultural i social: qüestionava l'exclusió de les dones del món de la cultura i la subalternitat femenina. Es va centrar en la promoció dels drets de les dones als àmbits educatius, culturals i laborals. A l'inici del segle xx, destaca el feminisme conservador de l'escriptora Dolors Monserdà.
Aquests moviments burgesos, de caràcter catòlic i pedagògic, procuraren millorar les condicions de les dones treballadores mitjançant una protecció de caràcter filantròpic, fomentant les activitats humanitàries de les dones benestants, tot creant escoles i hospicis per a obreres i pageses.
En aquest context, Dolors Monserdà inicià la seva intensa activitat amb la creació del Patronat d'Obreres de l'Agulla i el 1912 intentà l'organització d'una Lliga de Compradores.
Aquest feminisme de signe conservador pretenia aconseguir una millora en la situació de la dona sense produir canvis en l'estructura familiar o social. Va tenir un fort impacte en la classe mitjana i va afavorir el sorgiment de diverses institucions com l'Institut de Cultura i Biblioteca Popular de la Dona que va crear Francesca Bonnemaison en 1910 i l'Escola de Bibliotecàries que neix en 1915.
Així mateix i dins de Solidaritat Catalana, es creà un moviment femení per al suport polític del catalanisme, la Lliga Patriòtica de Dames, integrada entre altres per: Josefa Dachs de Prat de la Riba, Eulàlia Forment de Vinyals, Pilar Gispert de Llimona, Dolors Monserdà i Francesca Bonnemaison; tot concretant-se amb l'aparició de la revista Or y Grana. Setmanari autonomista per a les dones (1906-07). Tanmateix, aquesta lliga no es tractava d'un moviment progressista, ja que rebutjaren el vot de les dones i l'actuació directa d'aquestes en política.

En 1907 es començà a publicar la revista Feminal (1907-17), sorgida com a suplement de La Il·lustració Catalana, i dirigida per Carme Karr. Aquesta revista va tenir una gran importància, ja que oferia a les dones acomodades una certa formació intel·lectual, dins del projecte politicocultural catalanista del Noucentisme. El 1921 Carme Karr, va impulsar l'associació Acció Femenina i el 1931 va signar el manifest que demanava al President Macià el vot per a les dones. 

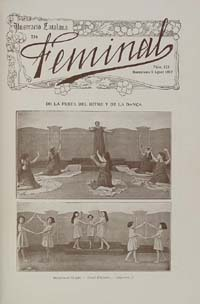
Portada de Feminal (n.123)

Durant el primer quart del segle xx van sorgir diferents associacions com: 
- Grupo Femenino Socialista a València i (Barcelona,1911)
- Sindicato La Constancia, organització anarquista molt rellevant a la vaga al tèxtil de 1913
- La Federació Sindical d'Obreres, fundada en 1912 per Maria Domènech de Cañellas.
- Comité Femenino Pacifista de Cataluña (1916-) dirigit per Carme Karr.
- El Cercle de la Dona de l'Avenir (1919)
- L'Institut de la Dona que Treballa (1920)
- L'Agrupació Concepció Arenal (València,1920)
- Acció Femenina (Barcelona,1921)

A més a més, foren publicades obres de caràcter feminista com: 
- Breus consideracions sobre la dona (1904) de Joaquima Santamaria.
- La mujer. Consideraciones sobre su estado ante las prerrogativas del hombre (1905) de Teresa Claramunt.
- El feminisme a Catalunya (1907) i Estudi feminista (1919) de Dolors Monserdà.
- Ço que deu ésser el feminisme (1915) de Maria Poal-Aragall.
- Feminismo socialista (1925) de María Cambrils Sendra
- Las reivindicaciones femeninas (1927) de Santiago Valentí i Camp.

A nivell estatal, per contextualitzar, cal destacar, el nomenament en 1914 de María de la O Lejárraga representant espanyola de l'Aliança Internacional per al Sufragi de les Dones i la intervenció de Lily Rose de Cabrera Schenrich, marquesa del Ter, en el congrés celebrat a París de la mateixa associació internacional en 1926. La publicació de les obres La condición social de la mujer en España (1919) de Margarita Nelken i anys després, La mujer moderna y sus derechos (1927) de Carmen de Burgos "Colombine".

### Segona República (1931-1939)
Els anys 30 significaren uns inicis de canvi en relació amb el dret de les dones. Durant la Segona República, la constitució de 1931finalment concedí el sufragi femení i els drets polítics a les dones a l'Estat espanyol.
Tot i que els anys 30 es van caracteritzar pel desenvolupament de la democràcia política, la creixent participació de les dones en el moviment obrer i, en definitiva, en un augment de la consciencia femenina i dels seus drets social, a la pràctica la condició social de la majoria de dones canvià només lleugerament. No obstant això, per primera vegada una petita elit de dones va accedir a llocs polítics i administratius d'importància.
No va ser fins a la Segona República quan la presència de la dona en institucions del Partit Republicà Radical de Castelló es va fer realitat amb l'Agrupació Femenina Radical (1932-)
Les associacions socials i culturals de dones dels anys trenta van tenir un paper fonamental en la formació de la dona de les classes mitjana i alta; cal destacar-ne el Lyceum Club, del qual foren presidentes Carme Montoriol i Aurora Bertrana. Aquesta última també va fundar i dirigir, juntament amb Maria Carme Nicolau, la col·lecció "La Novel·la Femenina".
Al camp l'evolució de les dones pageses va ser lenta i quasi imperceptible.

#### Guerra Civil (1936-1939)[9]
Iniciada la Guerra Civil, Frederica Montseny, com a Ministra de Sanitat del govern republicà de Largo Caballero, defensà el decret sobre l'avortament, que, d'altra banda, fou aprovat per la Generalitat de Catalunya pel desembre de 1936.
Durant el conflicte bèl·lic, les dones varen portar a terme una important tasca a fi de mantenir en peu el país fent treballs agrícoles, industrials a les ciutats i de suport als combatents. Es va crear una gran demanda de mà d'obra femenina a fi que el país no es paralitzés i aquest fet va servir de catalitzador perquè les dones comencessin a sortir de l'àmbit reclòs de la llar per participar en múltiples activitats com la construcció de barricades, refugis antiaeris, la cura de malalts i ferits, la confecció d'uniformes per als soldats o la fabricació de munició. En el front hi havia dones fent tasques com ara l'atenció dels ferits de guerra i una minoria varen tenir una participació activa en el conflicte bèl·lic com a milicianes en el front.
Pel juliol de 1937 es creà l'Institut d'Adaptació Professional de la Dona, adscrit a la conselleria de treball, que pel març del 1938 ja havia mobilitzat per al treball 5.000 dones. Per primera vegada, la dona començava a tenir un rol més actiu i decisiu a la societat, tot i que cal assenyalar que aquests canvis es van produir més ràpidament en indrets urbans com Barcelona.
Els dies 6, 7 i 8 de novembre de 1937 se celebrà a Barcelona, al Palau de la Música, el Primer Congrés Nacional de la Dona, convocat per dones de la UGT, la CNT, el Partit Sindicalista, l'ERC, el PSUC, l'ACR, l'Estat Català i el Partit Federal Ibèric; hi assistiren 800 delegades, i es decidí la creació de la Unió de Dones de Catalunya, que organitzà posteriorment la Jornada Internacional de la Dona a Barcelona.

### Postguerra i dictadura (1939-1975)
Moltes dones varen patir la repressió que va tenir lloc entre els anys 1938-1945. Alimentar, socórrer o curar combatents republicans fou considerat delicte i algunes dones foren empresonades i, fins i tot, fusellades per aquest fet. Altres dones patiren l'estada a la presó o als camps de concentració dels seus familiars. A més a més, la dona va haver de silenciar perquè havien lluitat; hi va haver una forta repressió contra les famílies estigmatitzades com a roges i la por va induir al silenci o l'acceptació del règim encara que només fos de portes cap enfora.
La postguerra i el règim franquista representà la paralització de qualsevol reivindicació de caràcter feminista; l'única organització femenina autoritzada fou la Secció Femenina de la FET y de las JONS.
En les zones on hi havia reivindicacions laborals i socials (habitatge, serveis, escoles) com va ser al Maresme i al Baix Llobregat es va crear un feminisme obrer i popular que es va enllaçar amb el feminisme inicial barcelonès. En particular hi va haver un fort moviment feminista a l'Hospitalet de Llobregat iniciat as anys 1960 i 1970.
No fou fins als anys seixanta que se suscità novament l'interès pel feminisme, una de les figures més destacades fou Maria Aurèlia Capmany, amb investigacions com El feminismo ibérico (1970). El feminisme català contemporani és deutor de la seva figura, pionera en els estudis de gènere amb llibres com La dona a Catalunya (1966), El feminisme a Catalunya (1973) i Dona i societat a la Catalunya actual (1978).

### Transició (1975-1978)[12]
Ja en la transició democràtica, en l'àmbit estatal, destaca l'aparició en 1975 del Col·lectiu Feminista, futur Partit Feminista, encapçalat en 1981 per Lidia Falcón. També sorgeix en 1976, de l'escissió del Col·lectiu Feminista, el grup feminista LAMAR, que adapta el llibre "Ourbodies, ourselves" del Col·lectiu de Boston.
El juny de 1976, se celebrant les Primeres Jornades Catalanes de la Dona, coordinades per Leonor Taboada. També tenen lloc altres jornades com: l'Emancipació Femenina, Utopia, realitat o engany (1979), sobre el Patriarcat (1980) i les Segones Jornades de Deu Anys de Lluita del Moviment Feminista (1985).
Inicialment, el feminisme a Catalunya comptava amb dones prou instruïdes per contactar amb col·lectius feministes d'altres llocs. També hi va haver uns moviments de dones reclamant els seus drets, primerament en l'àmbit laboral i seguidament en àmbits femenins, com el dret d'associació, serveis de sanitat i habitatge i altres. En aquests moviments varen destacar les associacions de veïns a les comarques del Barcelonès, del Maresme i del Baix Llobregat. Cal destacar el cas de la formació del feminisme a l'Hospitalet de Llobregat.

### Fi del segle XX
Amb l'evolució de les lluites feministes es donen les campanyes públiques contra els maltractaments a les dones, en favor del dret a l'avortament, així com la constitució de la Coordinadora de Grups de Dones de Catalunya, que nasqué a partir d'aquesta campanya en 1985, i la lluita per l'escola no sexista, entre d'altres.
Cal destacar la figura intel·lectual de l'escriptora Montserrat Roig i la seva contribució amb obres com El feminisme (1984) i Digues que m'estimes encara que sigui mentida (1991).

## Galeria

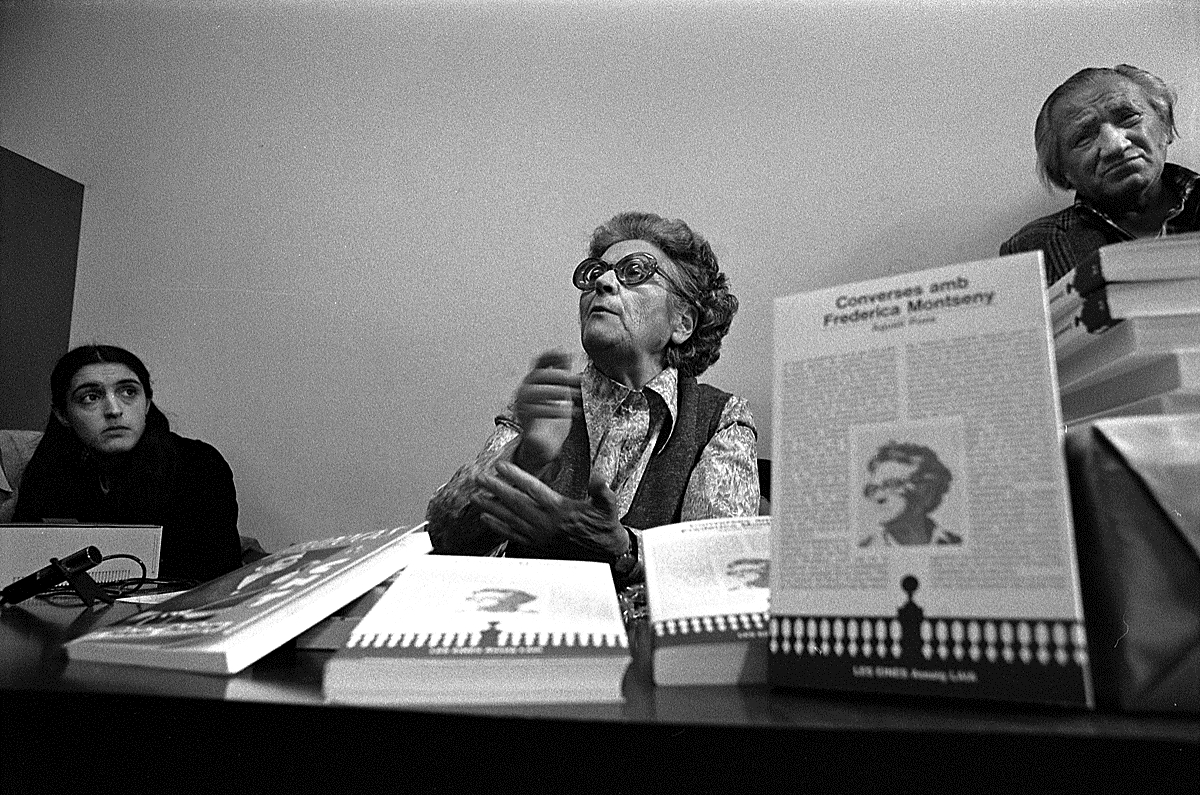
Federica Montseny a la presentació d'un llibre seu.
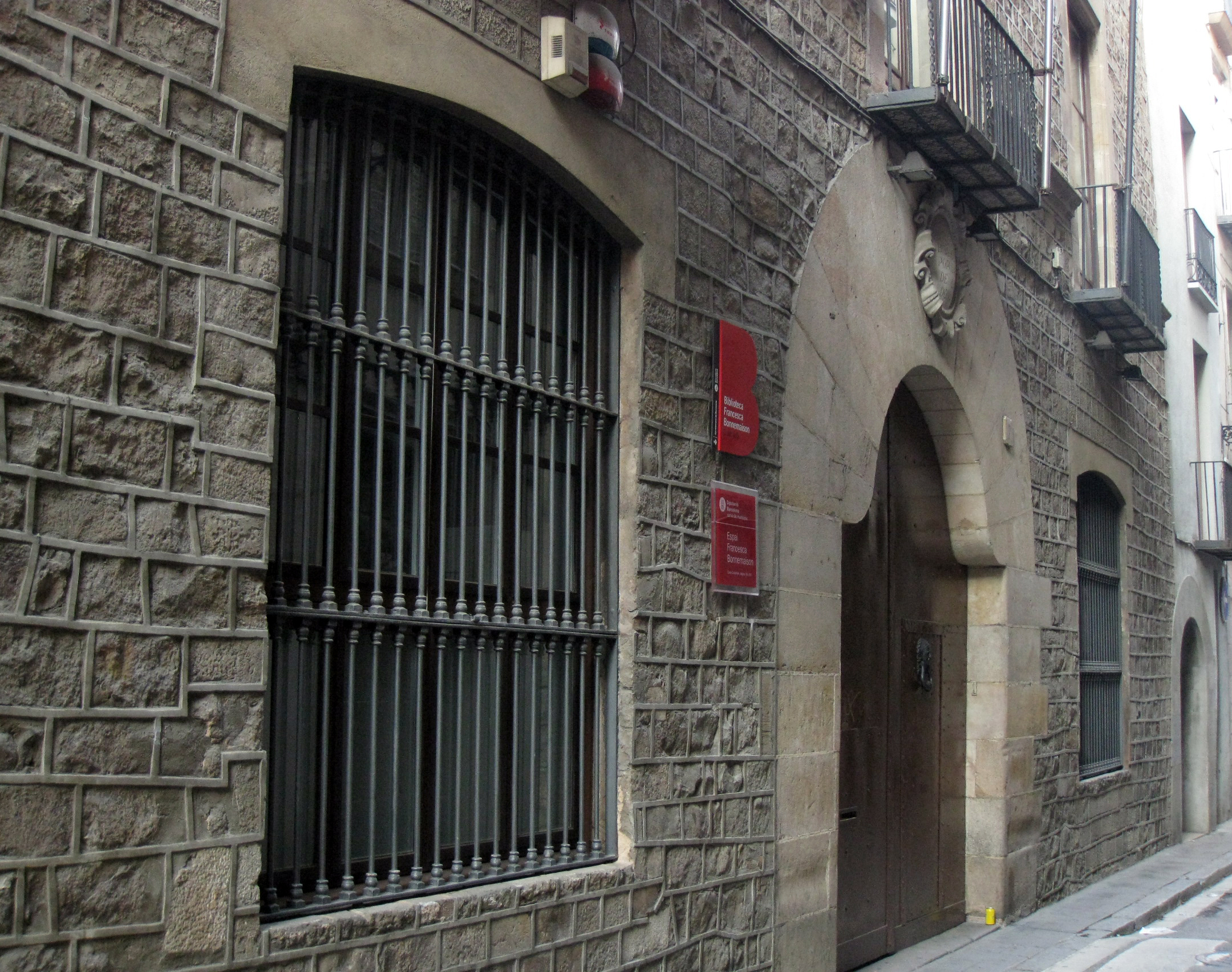
Centre Cultural Francesca Bonnemaison a Barcelona.
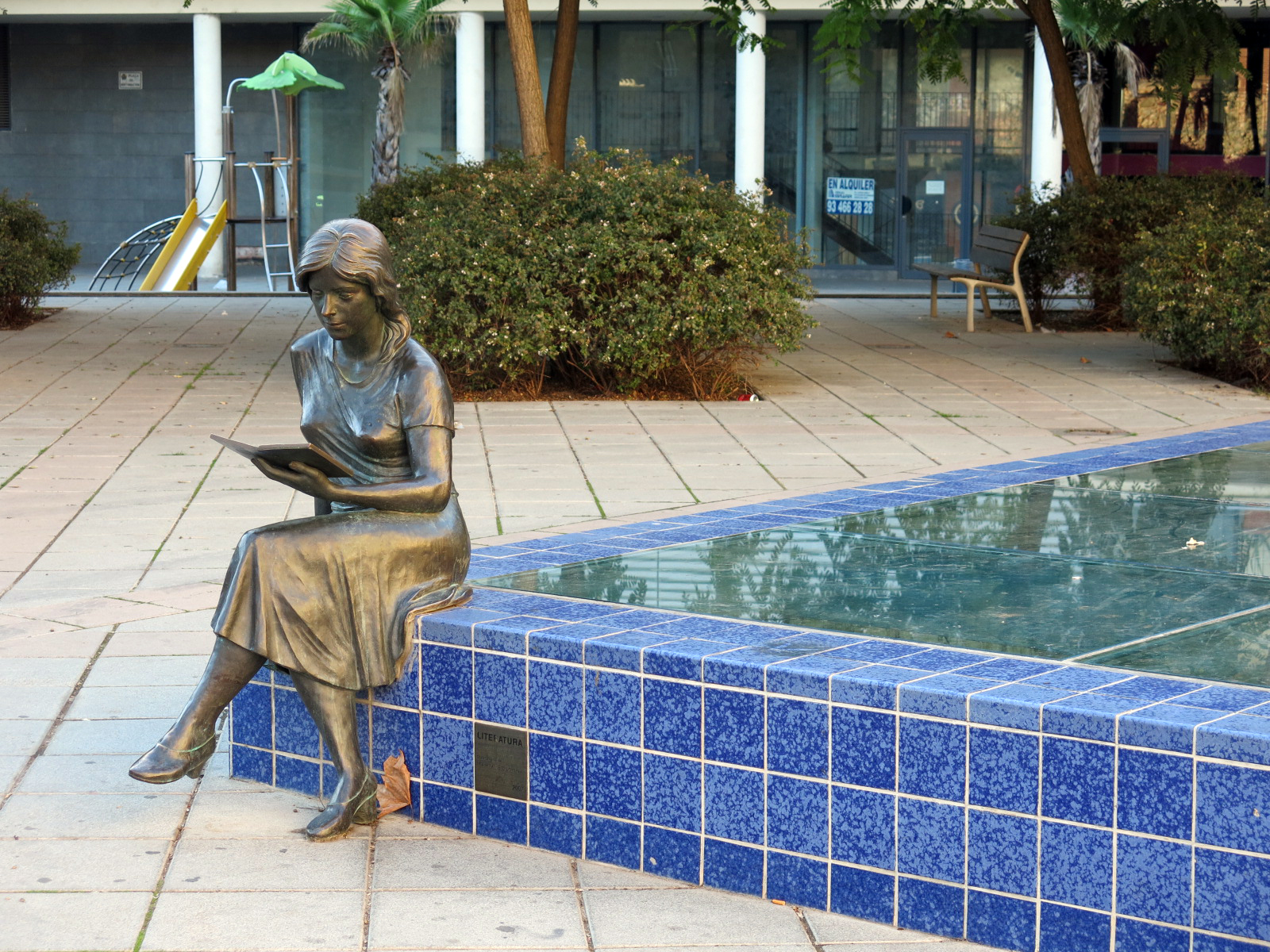
Plaça de Montserrat Roig a Santa Coloma de Gramenet.
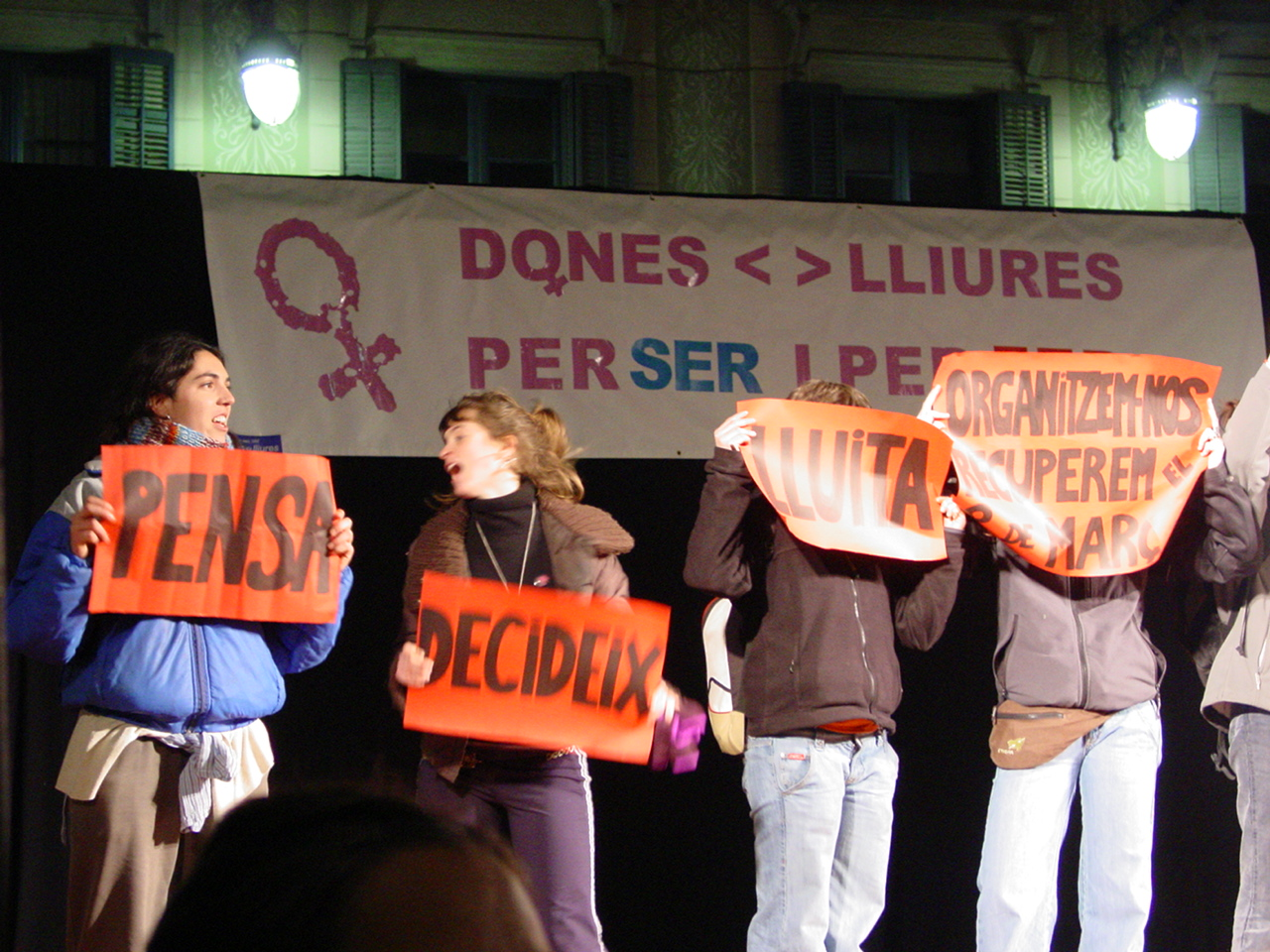
Manifestació del 8 de març a Barcelona el 2005.
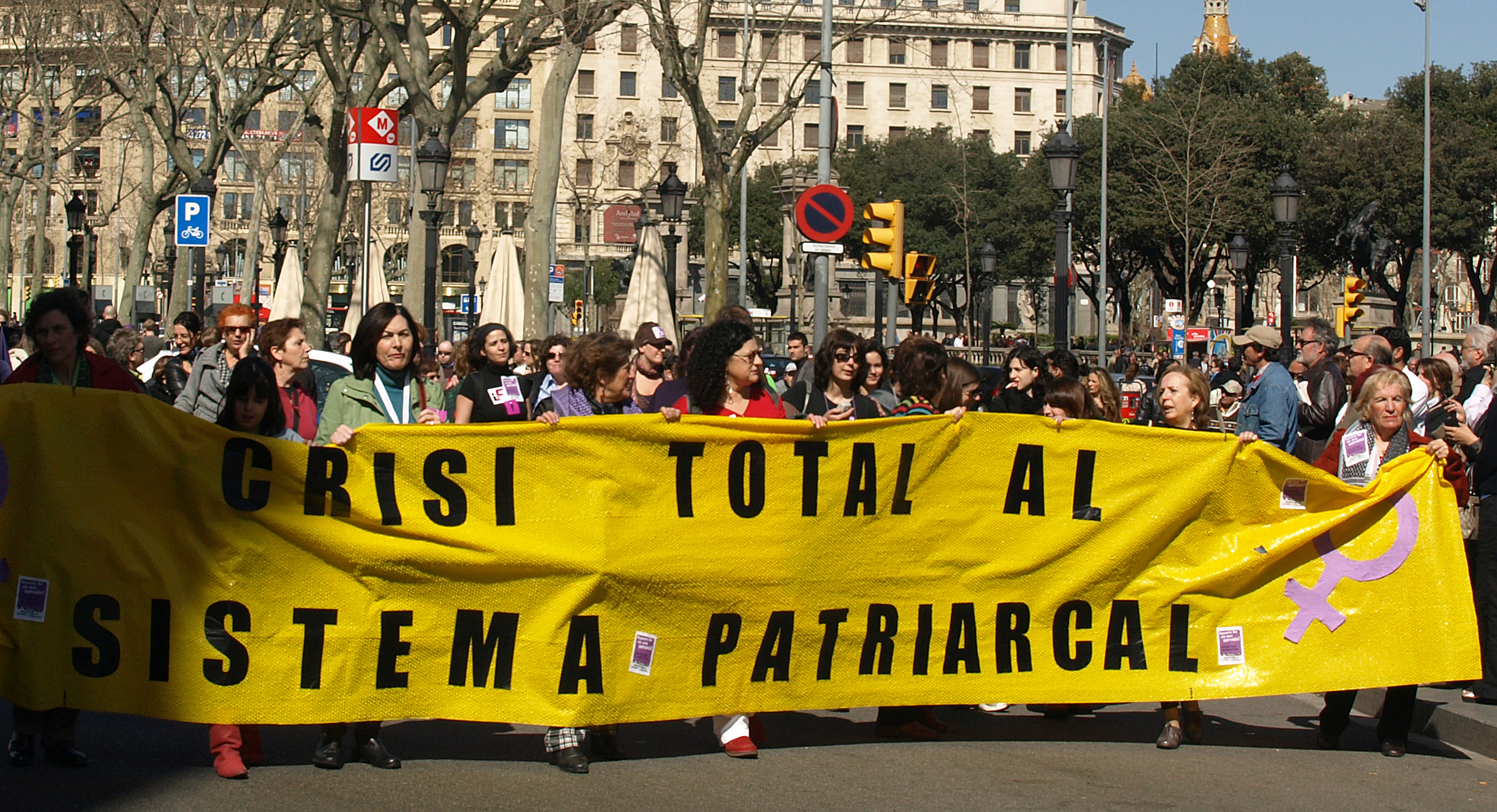
Manifestació a Barcelona el dia de la dona treballadora (2009).
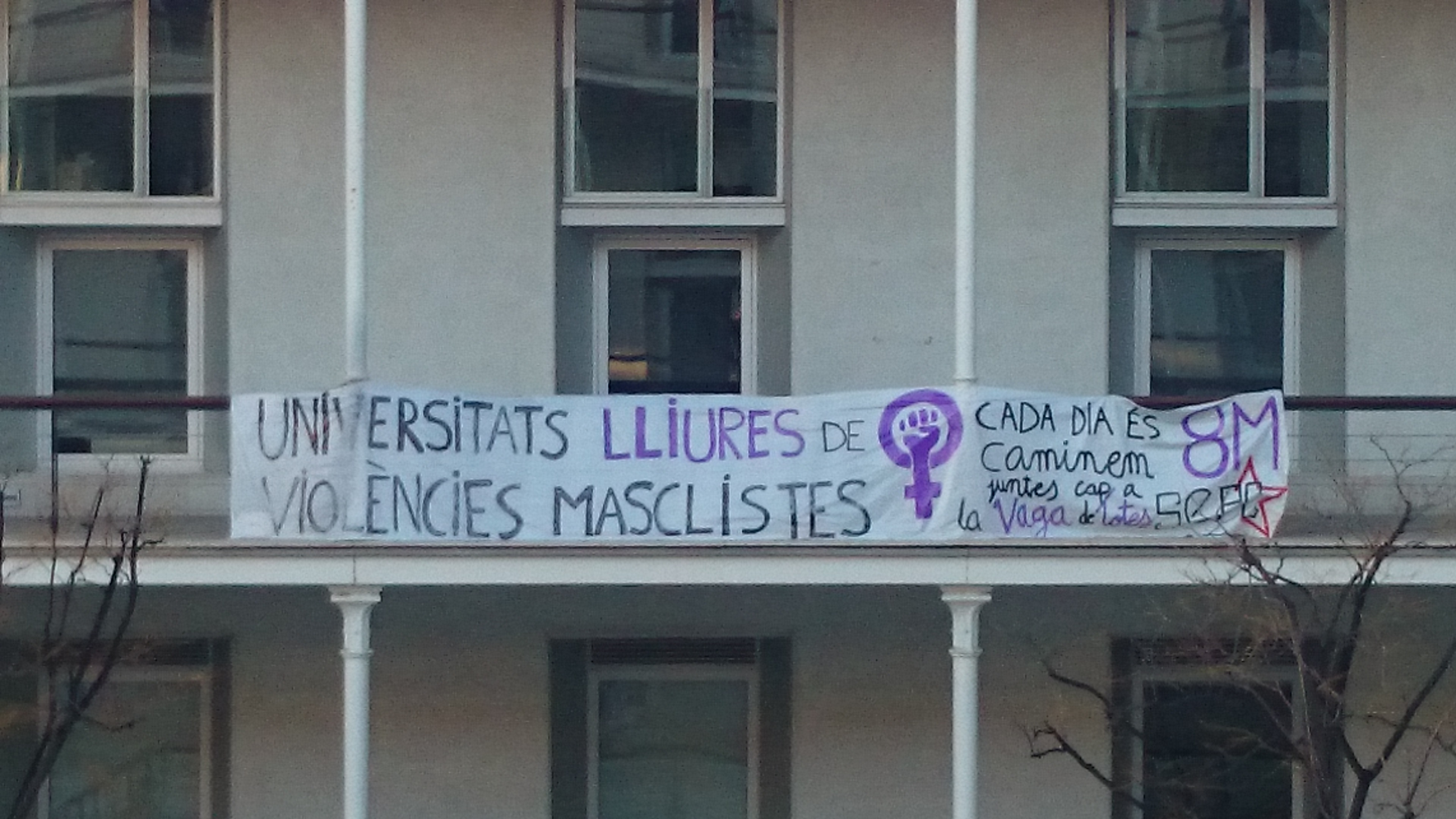
Pancarta convocant de una vaga feminista l'any 2015 a la UPF a Barcelona.